# Andrea Prchalová
Andrea Prchalová (* 16. února 1999 Havlíčkův Brod) je druhou vicemiss soutěže krásy Miss Czech Republic ze 7. února 2019. V roce 2019 reprezentovala Českou republiku na Miss International v Japonsku.
Momentálně studuje na prestižní Univerzitě Karlově obor Humanitní vědy. Středoškolské vzdělání s maturitou má vystudované na SPŠS ak. Stanislava Bechyně v Havlíčkově Brodě.

## Život
Narodila se v Havlíčkově Brodě na Vysočině. Oba rodiče jsou Češi. Základní vzdělání absolvovala na základní škole Štáflova, která je sportovně zaměřena. Od roku 2018 studuje na Karlově Univerzitě obor Humanitní vědy. Ovládá anglický jazyk.

## Profesní kariéra
Andrea Prchalová byla účastnicí prestižní soutěže Miss Czech Republic pod číslem 2 roku 2019. Dne 7. února se na finálovém večeru umístila jako II. vicemiss. Od roku 2012 je jejím koníčkem modeling.